# 香港珠海學院
香港珠海學院（英語：Hong Kong Chu Hai College），是位於香港屯門的一所私立專上學院，該校與台灣、中國大陸及海外多間大學合作開辦大學與研究生課程，為香港歴史最悠久的私立大專院校之一。前身为1947年由當時廣東省軍政巨頭陳濟棠發起、成立于廣州院轄市的私立珠海大学，因大陸變色後遷校香港後並由位於台灣的中華民國教育部頒授學位，直至2004年成為香港政府承認的專上學院。海航集團於2016年注資珠海學院及派代表加入校董會，至2020年全數撤出，2021年獲廈門國貿教育集團注資。

## 學校辨識

### 校名
關於珠海學院名稱來源一向語焉不詳，有說乃冀學生能若「珠」之晶瑩璀璨，如「海」之浩蘊深藏，但很多校友認為此說法乃學院後期為解釋為何叫珠海一名而作，非原本之意義。因其校名與廣東省內的珠海市相同，引起外界容易誤會珠海學院與珠海市有所聯繫，也令學生被以為無法在香港升學而感到尷尬，然而學院早於1947年創校時已取名為「珠海」，珠海市之前身於1953年4月7日才命名為珠海縣，所以珠海學院與珠海不但沒有任何關係，也比珠海市更早起名「珠海」。
2022年11月，珠海學院校董會通過將中文校名改為「香港珠海學院」，英文校名由「Chu Hai College of Higher Education」改為「Hong Kong Chu Hai College」，在2022年12月20日獲行政長官會同行政會議批准。

### 校徽
香港珠海學院校徽以學院校訓：「求智珠、通四海」為設計意念。
「智慧」無形而存在，無邊無界。智慧之珠隱現在以三種顏色組成海浪結構之上，若隱若現。銀灰色象徵「誠信」，綠色代表「知識」與智慧，藍色代表海洋及「世界」。中文名稱源用原有的手寫字體，承傳傳統之餘，刻意突破傳統視覺平衡對稱規範，自由、無邊界、更具現代感。標誌整體設計結構簡約時尚、顏色溫和但明亮，以哲學的思考及現代抽象的表現手法，展現香港珠海學院校訓，意義深長。

### 校訓
由1947年至2016年，珠海大學以《中華民國國歌》中的歌詞「以建民國，以進大同」為校訓，意思是「以三民主義建立並建設中華民國，促進大同世界的實現」。2016年，海航集團入主珠海學院後，校訓改為「求智珠，通四海」，褪去中華民國色彩。

### 校歌

#### 珠海校歌
「珠海校歌」在1947年「珠海大學」創立於廣州時所作。由當時文學院院長任泰（東白）教授作詞，黃友棣教授譜曲。珠海創校於對日抗戰勝利後兩年，時值百廢待舉，內亂方殷，故歌詞開首即有「中原板蕩，珠海興庠」之句；珠海自始即以促進中西學術交流，融冶舊學新知為職志，故校歌中有「中西薈萃，今古發揚」之句；且「大學之道，在明明德，在新民，在止於至善」，古有明訓，因此校歌中亦提及「新民明德，源遠流長」，以示辦學之宗旨。至於曲譜則採用進行曲之旋律，莊嚴壯麗，用以激起學子奮發向上之雄心壯志。
- 作曲：黃友棣教授
- 作詞：任泰（東白）教授

#### 六十周年校慶頌歌
- 作曲：黃友棣教授
- 作詞：莫雲漢教授

## 歷史沿革

### 名稱由來
在宋代，廣州城下被稱為「小海」，黃埔一帶被稱為「大海」。有說法，珠江早期的稱謂有是或「粵江」或「珠海」。清初顧祖禹《讀史方輿紀要 廣州府》載：「……江中有海珠石，是曰珠江，一名沉珠浦」；清《廣州府志》載：「粵江，一名珠江，以沉珠浦得名。在府城南。舟始發，必由於此。海珠石又名海珠洲」。依以上文獻記載可知，人們稱珠江為粵江、珠海、城南江，直到後來的珠江，是因為江中的「沉珠」，即「海珠石」。因此珠江曾被稱為「珠海」，所以廣州曾經有一所大學，也是廣州第四所私立大學——廣州私立珠海大學。
1946年秋，陳濟棠、黃麟書等在廣州創辦私立珠海中學，地址是廣東省廣州市竹絲崗二馬路7號舉辦私立珠海中學。

### 廣州成立
珠海學院最早為廣東省廣州市的「私立珠海大學」，創立於1947年，原校址在廣州市東山區竹絲崗二馬路，由中國國民黨的陳濟棠將軍、陳濟棠兄長陳維周及廣州市長李揚敬將軍，聯同中國文學家黃麟書、區芳浦及教育家江茂森等廣東省籍人士創辦。

### 遷來香港
1949年因中國共產黨奪得中國大陸的政權而遷到香港，由於香港政府在這時只承認其所辦理之公營香港大學頒發的學位，故私立大專院校受到香港教育條例所限，不能稱為大學，因而易名為「珠海書院」，早期珠海書院於中華民國教育部以「私立珠海大學」的名義註冊，並由教育部頒授學位，其國際認受性雖然與中華民國大學學位等同，但仍在香港不獲政府認可，因此在當時有收生上的劣勢。
1956年，八所私立大學書院倡議合併，包括為「廣僑書院」、「平正會計專科學校」、「華僑書院」、「文化書院」、「光夏書院」五書院外，還有「香江書院」（該院為私營教育商人陳樹渠創立）及「珠海書院」與「廣大書院」，但因在談判期間後者三所包括珠海書院退出合併，前五所達成合併共識成立「聯大學院」，但當時教育司署不允，故改名為「聯合書院」，而珠海書院則繼續獨立辦學。當時的珠海書院不但於每年雙十節前後在校舍插滿由青天白日旗形成的旗海，在香港的台灣團體也於每年雙十節在珠海書院禮堂舉行慶祝國慶典禮，直至該校於1992年遷入在荃灣的校舍。

### 學位改在香港註冊
在1950年代初遷到香港的珠海書院一直由江茂森家族主導經營，並與流亡台灣的國民黨保持聯繫及獲取經濟支持，其學位也由中華民國教育部評核，但是香港主權移交至中華人民共和國，及後台灣陳水扁政府上台執政，書院難以再獲得中華民國教育部的支持。珠海書院遂於2000年起調整經營路向，成立委員會，淡化家族企業的形象，並決定將新辦的學位課程改為香港本地註冊，以便按香港法例的要求向香港學術評審局進行學術評審，以期新辦的學位課程可獲得香港本地認可。
2004年5月，珠海書院通過了香港學術評審局對7個學位課程的評審，同年7月根據《專上學院條例》以「珠海學院」名義註冊，並於同年10月獲香港特區行政長官會同行政會議批准，得以頒發香港政府認可的學位。
2006年，財務金融學、商業資訊和建築等三項學位課程順利通過香港學術評審局評審，10個學士課程獲得香港政府認可。

### 在咖啡灣興建校舍
2009年6月，珠海學院獲教育局撥出屯門青山公路土地，佔地1.6平方公頃的前油庫興建全新校舍，香港立法會財務委員會已通過給予免息貸款3億5,000萬元以供珠海學院興建新校舍，暫不計算貸款，學院本身已留3至4億元建校，希望在2013年前即香港推行大學四年制前的竣工。
2010年首次涵蓋政府交由大學教育資助委員會統籌的第五輪「配對補助金計劃」，珠海學院在該次補助金計劃共籌得1億1,000萬元。

### 籌備升格大學
珠海學院在開辦香港本地學位課程初期，曾經同時以「珠海書院」的名義繼續維持中華民國教育部認可之學士學位及研究所學位課程，但中華民國認可的學士學位及台灣僑生先修部課程均已停止取錄新生，台灣學士學位課程也隨著高年級學生的畢業而結束，珠海書院也完成其歷史角色，此後該校已轉變為按《專上學院條例》註冊的珠海學院，頒授經香港學術評審局評審的學士學位。珠海書院雖然已註冊為珠海學院，但仍繼續為珠海大學在香港復校而努力。珠海學院的中國文學研究所及中國歷史研究所則繼續招考由中華民國教育部頒發畢業證書的碩士及博士生，近年吸引台灣教育界人士來港進修，但這些台灣學位不受香港及中國內地直接認可。
2011年5月12日，珠海學院於屯門舊咖啡灣的新校舍舉行動土儀式，珠海學院新校舍佔地約1.6平方公頃，以雙主樓設計，提供圖書館、食堂和演講廳等設施，可容納約4,000名學生，計劃於2012學年啟用，後因種種原因建築工程被延誤，新校舍到2016年才正式建成。
雖然珠海學院新校舍原定2012年底竣工，但礙於政府要預留空間供屯門公路擴建而須要更改建築圖則設計，預計推遲至2015年底才落成啟用，新校舍在更改圖則後，主要在原有的教學、行政大樓及學生活動中心外，在同期工程加入學生及教職員宿舍，預計首階段提供200個宿位，長遠冀能提供1,000個宿位。而新校舍造價上升至近十億元，亦構思約10個新課程，包括媒體與市場學、出版、歷史文化、環境相關等課程，待新校舍竣工後將陸續推出。學院將於2014年才進行學科範圍評審，計劃2015至2016學年取得大學之名，配合屆時新校舍的落成，可惜美夢成空。
2014年3月26日，珠海學院宣佈，其新聞及傳播學系以及中國文學學系已通香港學術及職業資歷評審局評審，除了英國語文學系，其他8個學系亦正申請自我評審資格，可望在年底前完成。完成課程評審後，校方還要做包括師資、學生水平等的院校評審，預計最快明年可以提出正名為大學的申請。2014年7月獲納入政府的指定專業／界別課程資助計劃，從2015年起提供在計劃下受公帑資助的學位課程，2016年5月6日啟動了院校評審程序，正式向教育局申請升格。
2018年3月，珠海學院建築系建築碩士課程，通過香港建築師學會及建築師註冊管理局評審，畢業生完成課程和實習後可成為學會會員及有資格參加測試成為註冊建築師，成為首間取得有關專業認證的私立院校。是次認證有效期5年，追溯至2017年11月起生效，直至2022年，與港大、中大的永久認證不同。
珠海學院從2008年起開始辦理升格大學的手續，2017年11月曾經有評審小組的委員到校評審，但在2018年年初評審小組認為珠海學院未能符合升格大學的要求，回覆珠海學院升格大學的評審沒有通過，校方沒有主動公佈，至同年5月學生始從其他途徑得知有關升格失敗的消息，珠海學院於2018年9月提出的升格上訴也沒有獲通過，而恒生管理學院在同年10月則成功升格大學，此後隨著收生競爭加劇，珠海學院的收生人數持續低迷，全日制學士學生人數遠少於1500人的升格大學其中一個要求，導致升格大學更為困難。

### 海航集團管理層主導
2016年3月，海航集團副董事長逯鷹加入珠海學院的校董會成為副主席，而學院的股權由江茂森家族持有的五珠有限公司轉移至香港珠海教育基金有限公司。由於該基金董事會以及校董會成員有不少均具中國大陸背景，創校校訓「以建民國 以進大同」因為帶有中華民國色彩已於2016年被棄用，因此有聲音表示學院已經「棄藍轉紅」；另一方面，也顯示出香港親中華民國或國民黨、臺灣的機構團體，因難敵共產黨對香港收緊控制而漸趨式微。
海航集團入主珠海學院後，計劃籌設航空旅遊學院開辦酒店、旅遊及航空相關課程，惟海航集團於2017年起陷入財困及出現管理層人事變動，並接連出售資產。在2018年起，海航集團逐步撤出珠海學院，至2020年香港珠海教育基金有限公司董事會以及校董會已沒有海航集團代表。

### 廈門國貿教育集團入主
2021年，珠海學院獲得廈門市屬國有企業廈門國貿控股集團有限公司全資子公司廈門國貿教育集團有限公司注資。

### 更換新校徽
2023年9月26日，學院亦公布更換新校徽，以灰、綠、藍三色海浪設計，代表誠信及智慧等。校董兼常務副校長張珍表示，新校徽象徵學院承諾培育年輕一代，成為「智慧明珠」，以誠信品格通達四海。

## 組織機構

### 歷任大學校長
- 黃麟書：（1947-1949）創辦人之一兼私立珠海大學首任校長，並帶領廣州私立珠海大學遷到香港。

### 歷任書院校長
- 黃麟書：（1949），珠海書院首任校長。
- 唐惜分：（1949-1957），著名教育家，珠海書院第二任校長。
- 江茂森：（1967-1977），1901年生，廣東省茂名縣人士，中華民國當代著名教育家、中國國民黨員，畢業於廣州市國立中山大學，歷任軍政要職，尤得前廣東省主席陳濟棠將軍所器重，1949年後，移居香港，創辦了廣州私立珠海大學、香港德明中學及九龍大同中學，出版中國文學鉅著：「廣東文徵」，1980年退休，兩年後於香港病逝。兒子為現任珠海學院校董會主席江可伯及已故副校長江佑伯。
- 江可伯：（1977-1980），創辦人之一兼校長江茂森之長子，曾任珠海學院校監，現任校董會主席。
- 梁永燊：（1980-1994），1921年生，廣東省茂名縣人士，國立中山大學（廣州）法學士、在校長任內獲蔣經國總統拔擢提名當選中華民國第一屆第三及第四次增額立法委員、培知中學創辦人，曾任珠海書院的訓導長、副校長及校長等。1994年10月病逝於香港，遺體長眠美國洛杉磯。
- 陳樹柏：（1995-1996），創辦人之一陳濟棠的兒子，維珍尼亞軍校念了4年炮科，後以優異的成績取得碩士學位，留在維珍尼亞軍校做講師，後取得伊利諾大學博士學位。在美國各大學任教育工作接近半個世紀，其中在聖塔克拉拉大學教學30年，1994年9月在美國矽谷創辦國際科技大學。
- 田震亞：（1994-1995任代校長，1996-1997），曾任客座教授、教務長，後前校長梁永燊於任內逝世，1994年暫代校長一職，陳樹柏接任校長後出任到副校長兼亞洲研究中心主任。任內協助創辦資訊科學系。
- 劉興漢：（1997-2002），經濟學家，曾就讀珠海書院經濟研究所，後負笈美國南加州大學取得高等教育博士，先後任教美國、台灣、香港各大學，現為台灣萬能科技大學講座教授、國立政治大學兼任教授。
- 張忠柟：（2002-2004），密碼學專家，曾擔任珠海書院理工學院院長、副校長、在美國曾任聖塔克拉拉大學及史丹福大學研究員及講師。國立中興大學應用數學學士、美國史丹福大學碩士及博士。

### 歷任學院校長
- 張忠柟：（2004-2018）
- 李焯芬：（2018-2022），著名專業地質工程師及水利專家，先後曾任職香港大學土木工程系講座教授、香港大學副校長、香港大學專業進修學院院長、珠海學院校監，同時兼任香港中華文化促進中心理事會主席、香港大學饒宗頤學術館館長、共建維港委員會主席等公職。
- 陈致：（2022-2024），文史及汉学研究学者，先后在新加坡国立大学、香港浸会大学、北京师范大学-香港浸会大学联合国际学院任职，曾任香港浸会大学饶宗颐国学院院长、北京师范大学-香港浸会大学联合国际学院副校长（学术）、常务副校长[27]。
- 張珍（署理）：（2024-）

### 學院和學系
珠海學院有提供十五項政府認可學士學位課程及十七項政府認可碩士課程。
| - 文學與社會科學院 研究生課程： - - 國學文學碩士 - 應用佛學文學碩士 - 藝創科技及數碼傳播文學碩士 - 環球傳播文學碩士 - 華南歷史與文化文學碩士 - 創意產業應用科技文學碩士 - 社會科學碩士課程 (一帶一路國家國際工商管理) - 社會科學碩士課程 (一帶一路國家國際關係) - 漢語作為第二語言教學文學碩士 - 文化創意與中文研究文學碩士（2025／26學年始） 學士學位課程： - - 中國文學（榮譽）文學士 - 中文文藝創作（榮譽）文學士 - 英文語文（榮譽）文學士 - 新聞及傳播（榮譽）文學士 - 廣告及企業傳播（榮譽）文學士 - 傳播及數碼媒體（榮譽）文學士 - 傳播及跨媒體（榮譽）文學士 - 犯罪學及刑事司法（榮譽）文學士（2025／26學年始） | - 商學院 研究生課程： - - 工商管理（創業管理）碩士 - 應用金融學理學碩士 - 工商管理碩士 學士學位課程： - - 會計及銀行（榮譽）商學士 - 工商管理學（榮譽）學士 - 財務金融學（榮譽）工商管理學士 - 財務及資訊管理（榮譽）工商管理學士 | - 理工學院 研究生課程： - - 建築學碩士 - 土木工程理學碩士 (基礎建設建造及管理) - 資訊科學（榮譽）理學士（大學聯招課程編號：JSSC03） - 應用人工智能理學碩士 - 文化遺產文學碩士 - 城市發展及實踐文學碩士（2025／26學年始） 學士學位課程： - - 土木工程（榮譽）工學士 - 建造工程及管理（榮譽）工學士 - 建築學（榮譽）理學士（大學聯招課程編號：JSSC02） - 資訊科學（榮譽）理學士 |

另外珠海學院目前還保留歷史學系、社會學及社會工作學系在中華民國教育部的以「私立珠海大學」名義立案，而該等課程歸屬文學院，但相關的學系已停止收生。另設有中國文學研究所和中國歷史研究所，同樣以上述名義於中華民國教育部立案，於2020年起已經停止對外招生，最後一批畢業生已於2023年全數畢業。
| 以「私立珠海大學」名義於中華民國教育部立案的系所： - 文學院 - 歷史學文學士（已停止招生） - 社會學及社會工作學學士（已停止招生） - 中國文學研究所 - 文學碩士（已停止招生） - 文學博士（已停止招生） - 中國歷史研究所 - 文學碩士（已停止招生） - 文學博士（已停止招生） |

## 收生情況
院校學士學位課程近年出現收生不足的問題，2016/17年學年預計第一年學士學位課程收生1040個，最後僅取錄165人，註冊率不足16%。於2017/18學年，院校第一年學士學位課程收生進一步下跌，原預計收生1040人，最終只有146人入讀。
2020/21學年收生情況惡化，由於適齡中六人口持續下跌，私立院校間競爭激烈，加上COVID-19疫情來襲失去內地生源，收生僅82人。該校在2020/21學年的新聞及傳播學系新學年收生人數急跌，三個課程合計新生人數僅錄得單位數，當中新聞及傳播、廣告及企業兩個課程更罕有錄得「零收生」。有香港傳媒報導，在香港本地生源大減下，私立院校的收生競爭較以往激烈，香港又有多間大學設有新聞及傳播系，同樣有開辦該等學系的恒生管理學院亦已於2018年升格私立大學，不利沒有大學校名的珠海學院收生，該校的本地生源被進一步「分薄」，其有52年歷史，屬於該校「皇牌大系」的新聞及傳播學系，於2020年更沒有新生入學。珠海學院自2016年遷入屯門青山灣的新校舍及引入中資海航集團管理層加入校董會後，並未能如該校預期般刺激本地生報讀的意欲，卻使該校在收生不足下越來越依賴內地生，然而礙於疫情「封關」，新學年未有內地生來港入讀該校的新傳系課程，令該校收生較過往困難。2020年12月10日，學院發聲明，指出學校可能關閉或遭殺校的傳言純屬虛構，並非事實；而校方正進行檢討，會審視及革新課程。

### 實際收生人數
參考傳媒及自資專上教育委員會公開資料，該校的全日制專上課程的第一年級收生人數如下：
| 學年    | 學士學位 | 銜接學位 | 收生總數 | 備註                                                                                 |
| ------- | -------- | -------- | -------- | ------------------------------------------------------------------------------------ |
| 2012/13 | 852      | －       | 852      |                                                                                      |
| 2013/14 | 309      | －       | 309      |                                                                                      |
| 2014/15 | 381      | －       | 381      |                                                                                      |
| 2015/16 | 169      | －       | 169      |                                                                                      |
| 2016/17 | 165      | －       | 165      | 註冊率佔預計學額（1040人）的 16%。                                                   |
| 2017/18 | 146      | 72       | 218      |                                                                                      |
| 2018/19 | 115      | 77       | 181      |                                                                                      |
| 2019/20 | 85       | 70       | 155      |                                                                                      |
| 2020/21 | 39       | 43       | 82       | 佔預計學額（800人）的 10%。新聞及傳播學系「零收生」。                                |
| 2021/22 | 31       | 35       | 66       | 佔預計學額（680人）的 10%。以該校提供14個學士學位課程計算，平均每個課程收生不足5人。 |
| 2022/23 | 182      | 73       | 255      | 學生總數突破1500人 最快2026年申升格大學                                              |
| 2023/24 | 81       | 52       | 133      |                                                                                      |

## 校園環境

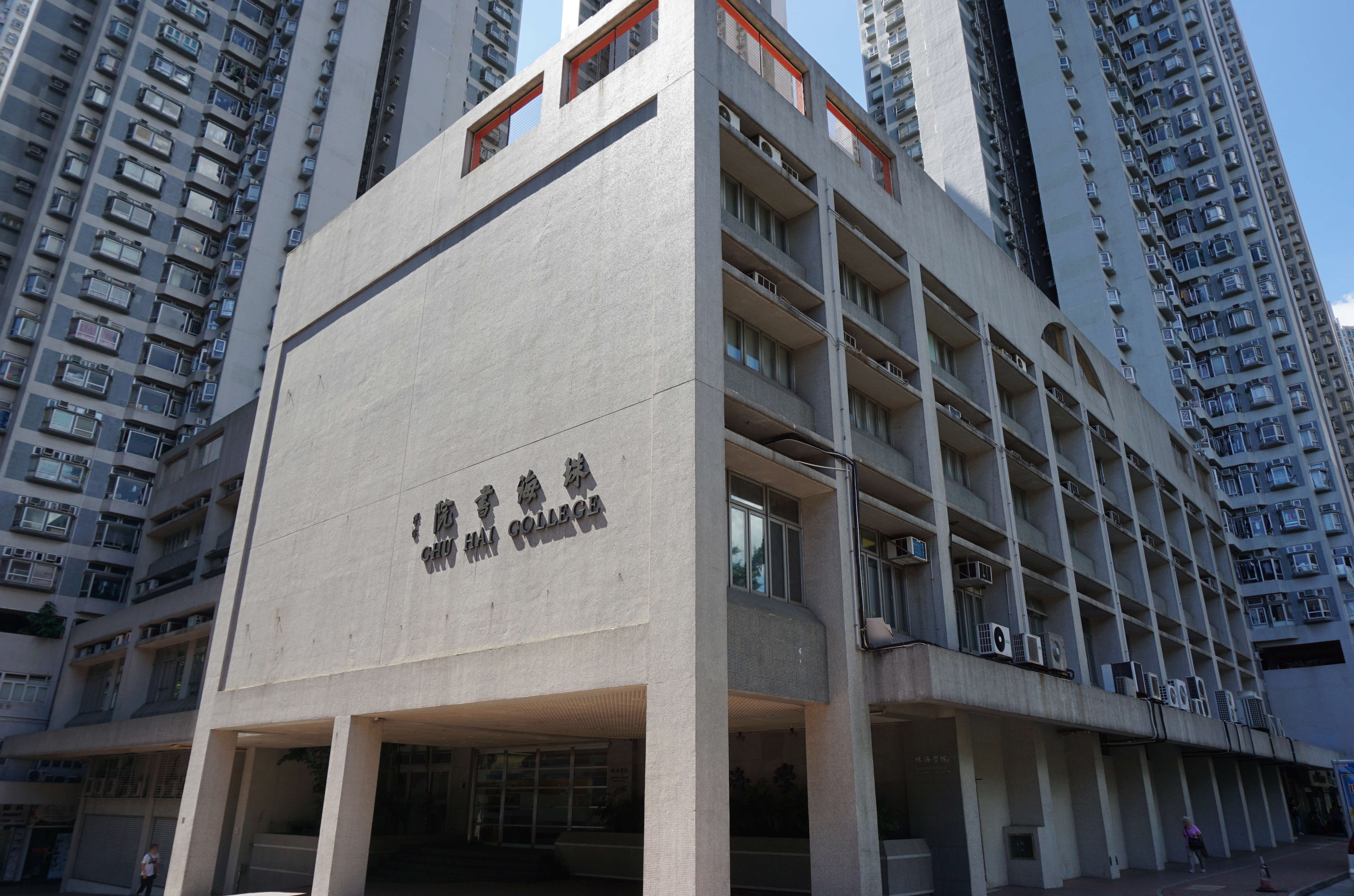
荃灣海濱花園校舍（1992年至2016年）

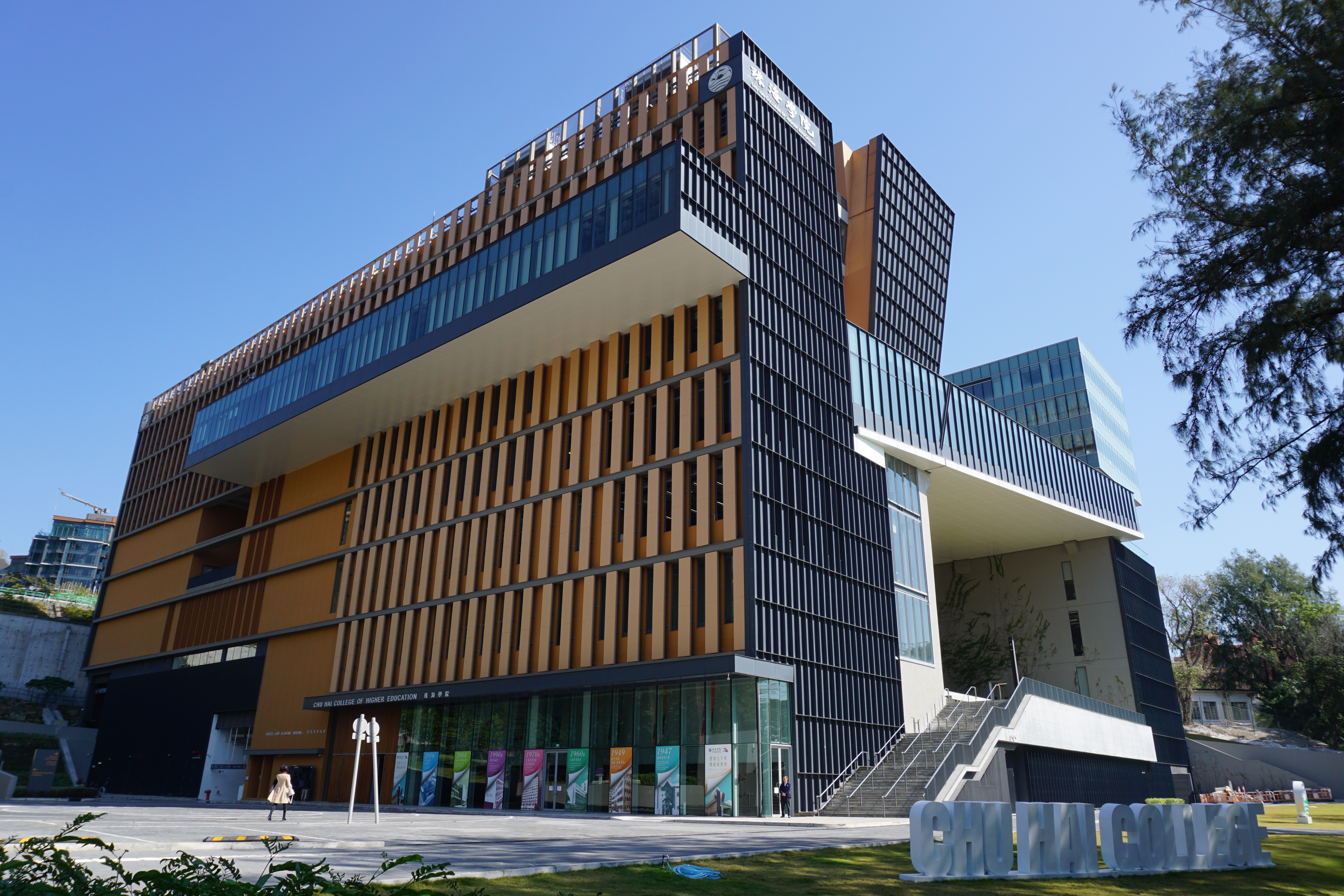
屯門新校舍

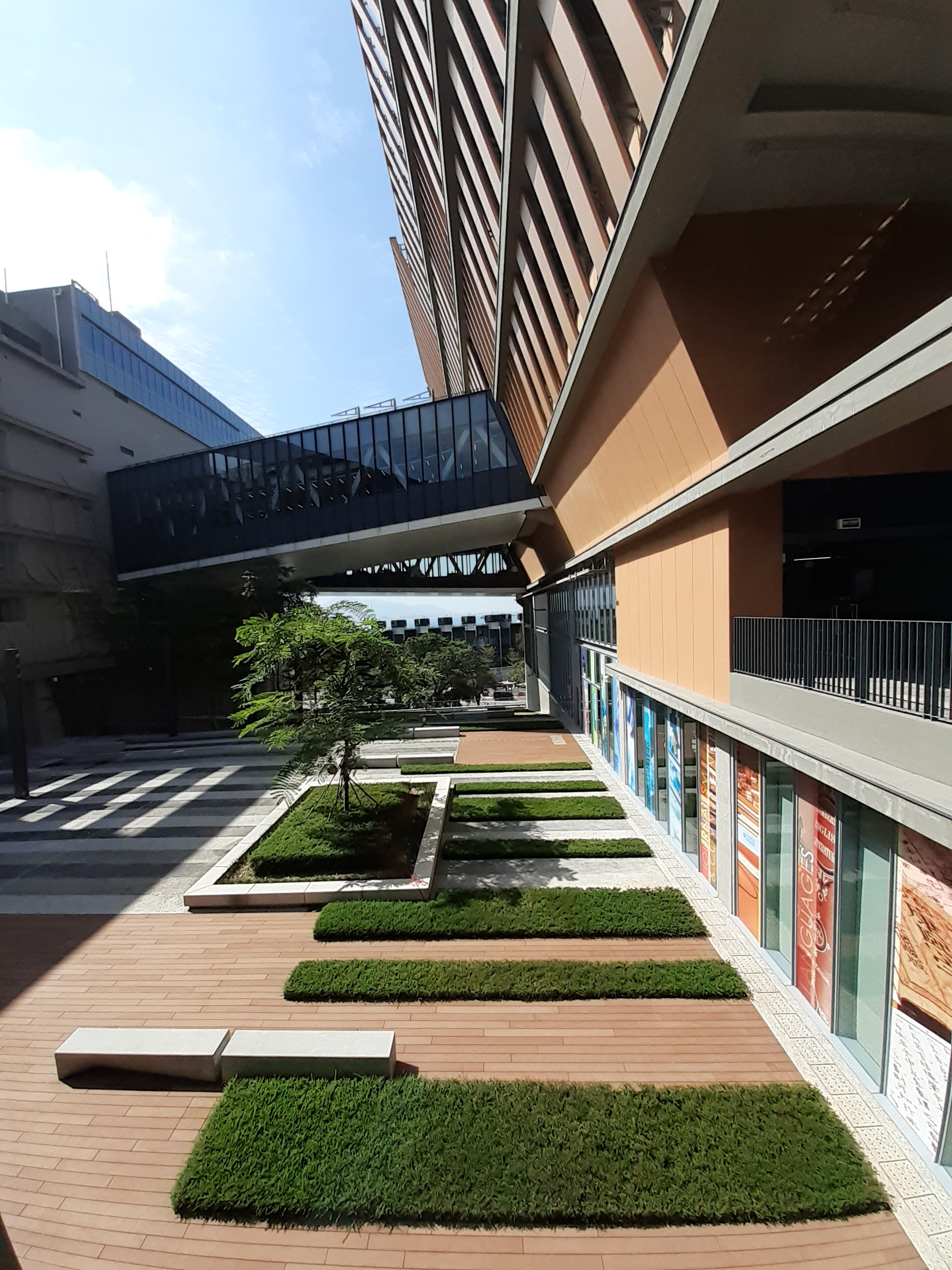
屯門新校舍以「樹下閱讀」為設計概念，下方有草坪供師生閒坐

### 廣州原校址
建於一九四八年的「私立珠海大學」在廣州市東山區竹絲崗二馬路之原有校舍，已於一九九八年被拆卸後重建為「珠鷹大廈」。該處鄰近廣州地鐵1號線東山口站C出口。

### 早期校舍（1992年以前）
珠海學院遷港早期、校舍先後位於旺角黑布街及亞皆老街的德明中學校舍內，1972年學院從德明公司分出後、遷往位於旺角亞皆老街大同中學分校校舍，鄰近旺角火車站。

### 海濱花園校舍（1992年至2016年）
其後學院於1992年遷入荃灣海濱花園的前地利亞修女紀念學校（荃灣）的舊校舍。校舍設有電腦室、圖書館等設施，亦設有電視、電台製作室，更在鄰近的海濱廣場及海灣花園購物商場設置新圖書館、建築系工作室及土木工程系工作室。
珠海學院位於荃灣的前校舍屬於中華民國教育部的資產，是教育部依據行政院大陸委員會港澳會報及委員會會議決議，由中華民國外交部轉撥教育部4,700萬港元，再由教育部與太平洋文化基金會簽署合約委辦，由該基金會出面洽購廣邑公司，並以香港廣邑公司的名義購置該校舍，再以特惠租金租予珠海學院的經營者使用，遷校前每月租金為4萬港元。
為配合未來發展及升格大學的需要，珠海學院於2009年獲政府撥地於屯門興建新校舍。構思的新校舍設有現代化課室、演講廳和建築系工作室，亦有模擬電視台、電台、排版工作室等。整項工程本預計於2012年完成，耗資港幣3至4億，後因地盤地形複雜及更改設計而延遲取得地契，導致造價大幅超支1.3倍，至約港幣10億元，珠海需向政府增貸2.5億，並預計延至2015年末完成。最終新校舍於2016年完工，造價約為港幣11億元。而海濱花園校舍現由香港浸會大學租用。

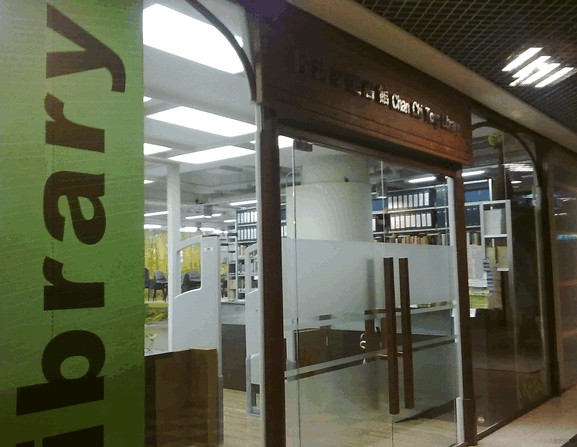
原位於海濱廣場的陳濟棠圖書館（於新校舍重置後易名為江茂森圖書館）
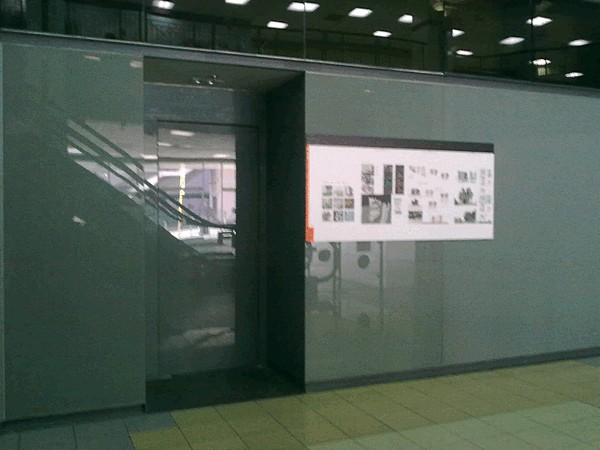
原位於海灣花園購物商場的建築系工作室

### 屯門新校舍（2016年起）
新校舍由許李嚴建築師事務有限公司（Rocco Design Architects Limited）之嚴迅奇設計，並由華營建築承建，位於屯門青山灣掃管軍營原址，佔地約17.2萬方呎，樓高8層，總樓面約28.5萬方呎。設施包括課室、圖書館、演講廳、體育中心、活動廣場、餐廳、職員辦公室、學生和教師宿舍等。校舍以「樹下閱讀」為設計概念，下方有草坪供師生閒坐，上方設兩道天橋連接兩棟樓宇。校園獲香港建築師學會頒發「2016/2017全年境內建築大獎」。
新校舍並獲香港賽馬會贊助港幣兩億元興建教學樓，新校舍地基及大樓建築工程分別於2014年6月26日及2016年5月19日完成，並於2016年8月22日遷入及啟用。2019年1月14日，主校舍及賽馬會教學大樓啟用，並舉行開幕典禮，至此，青山灣校舍全部設施已啟用。

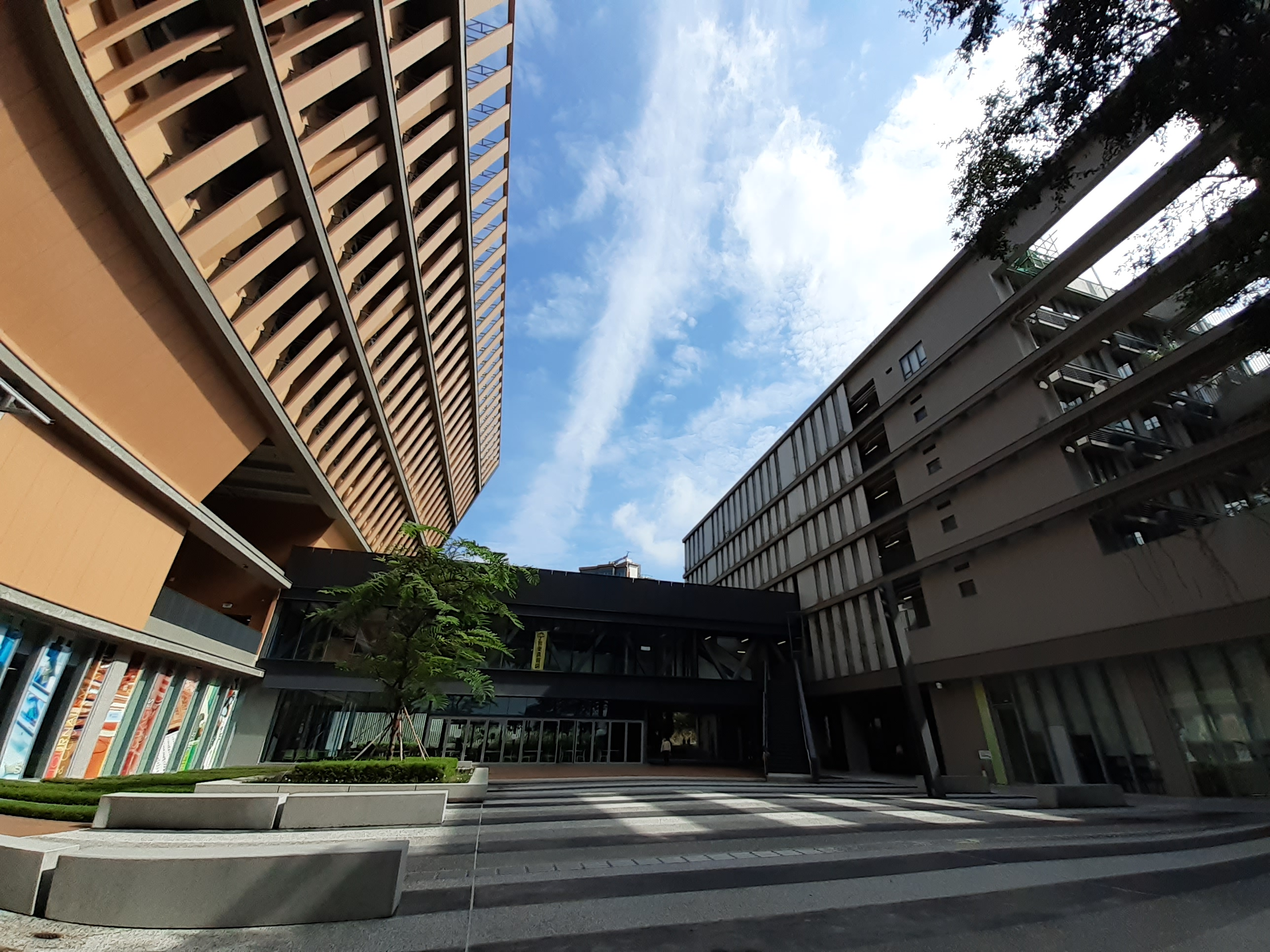
庭院
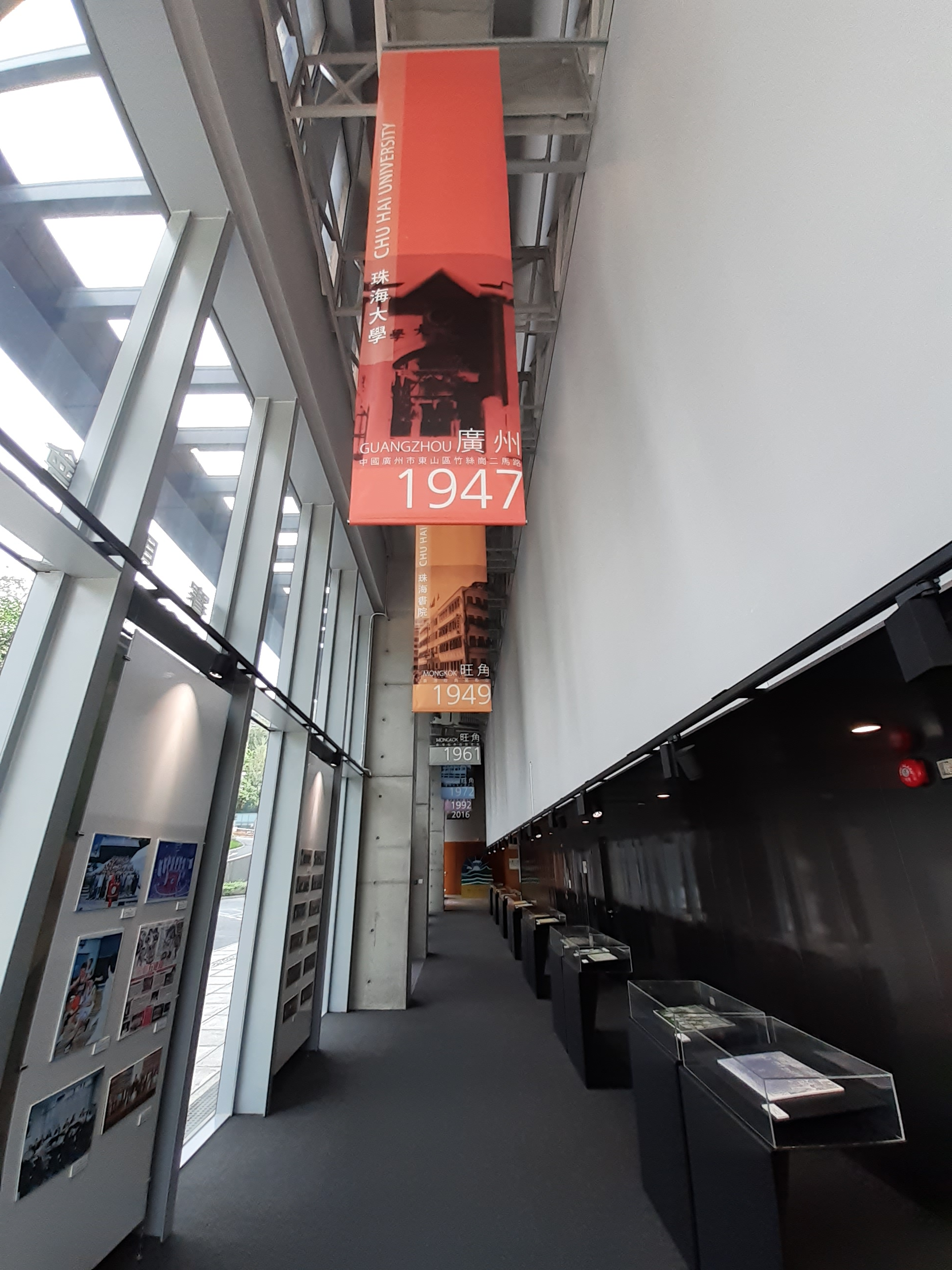
歷史長廊
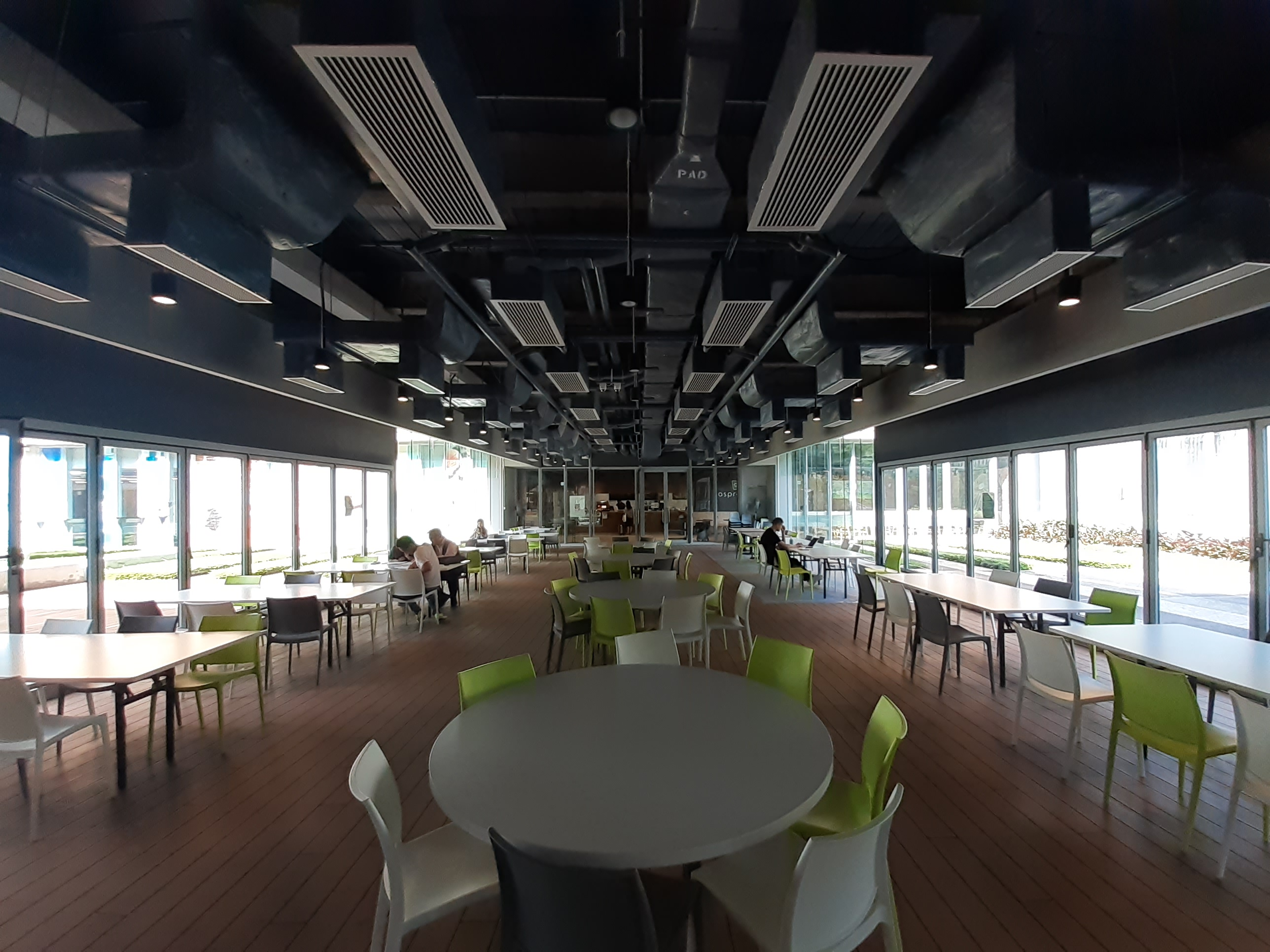
餐廳
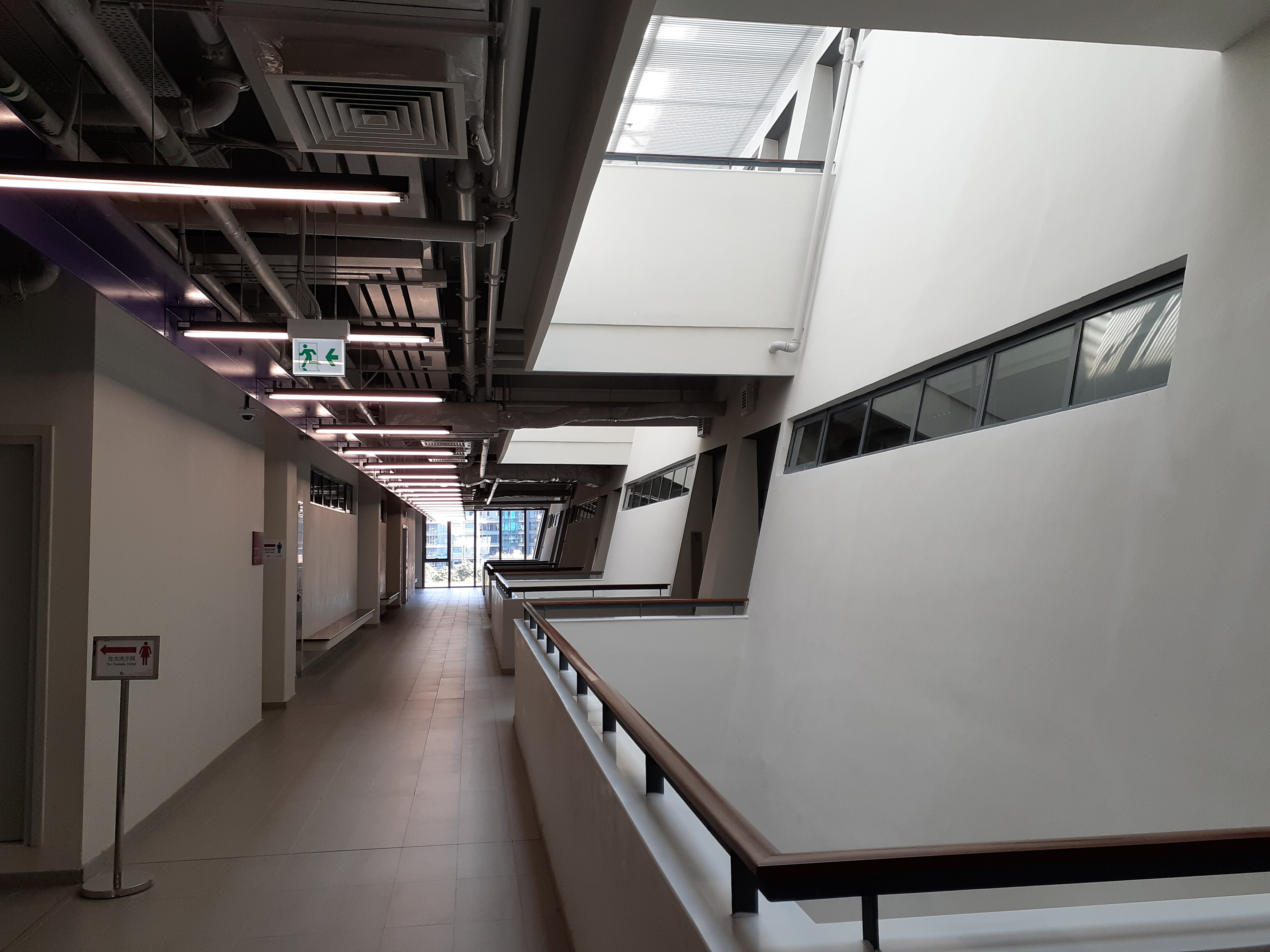
教學樓中庭
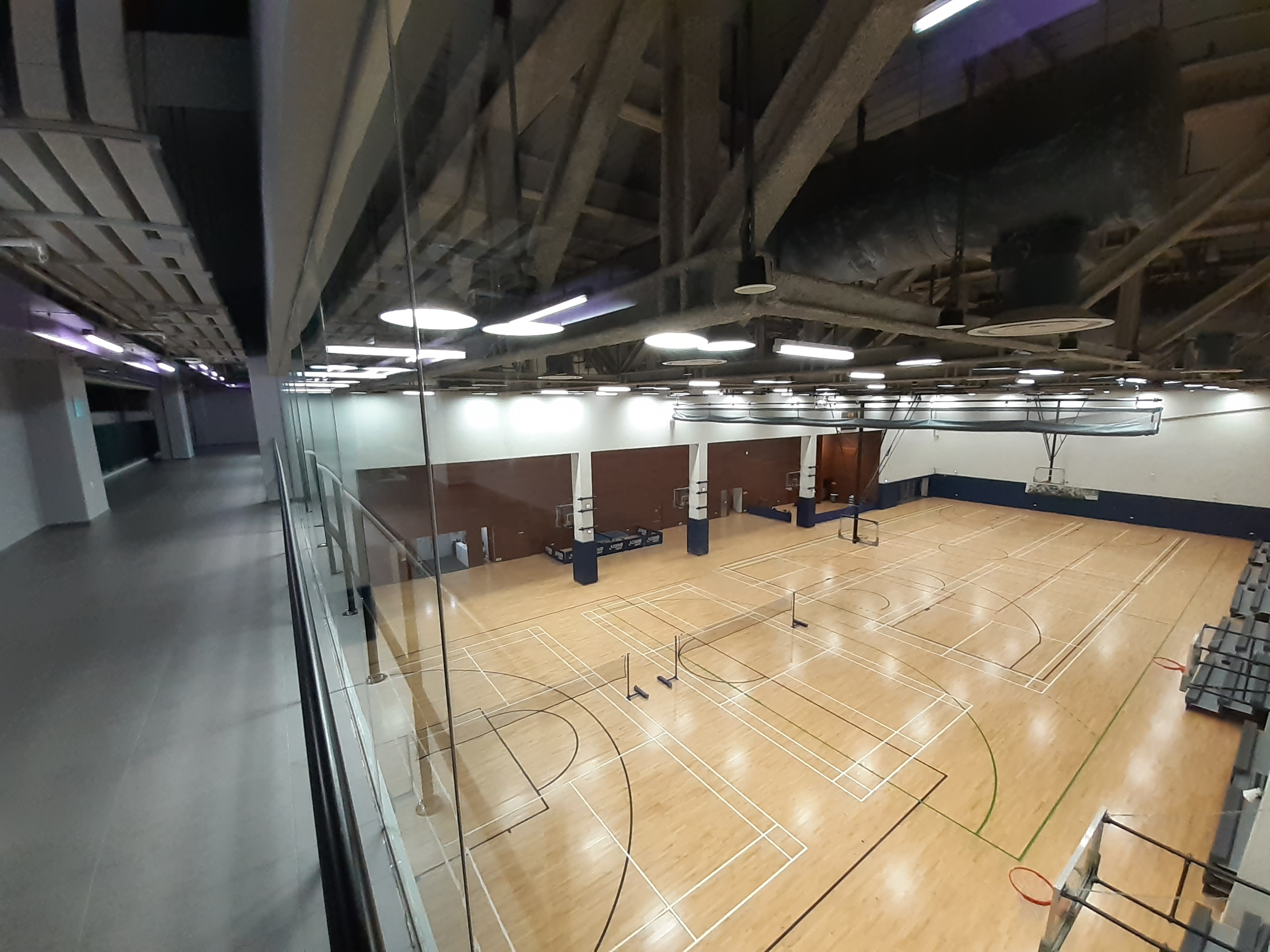
體育中心

#### 興建圖片

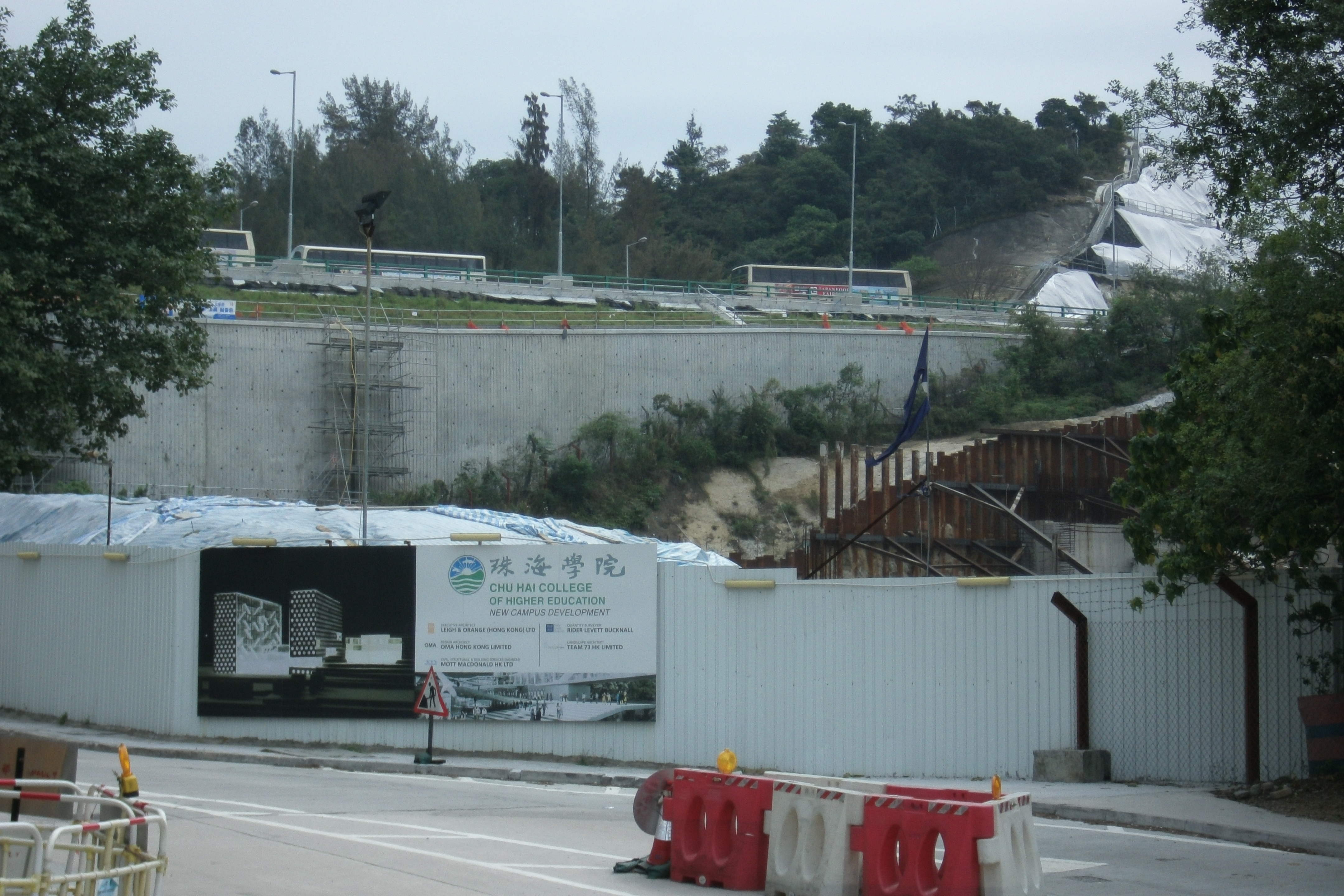
新校舍工地（2012年4月）
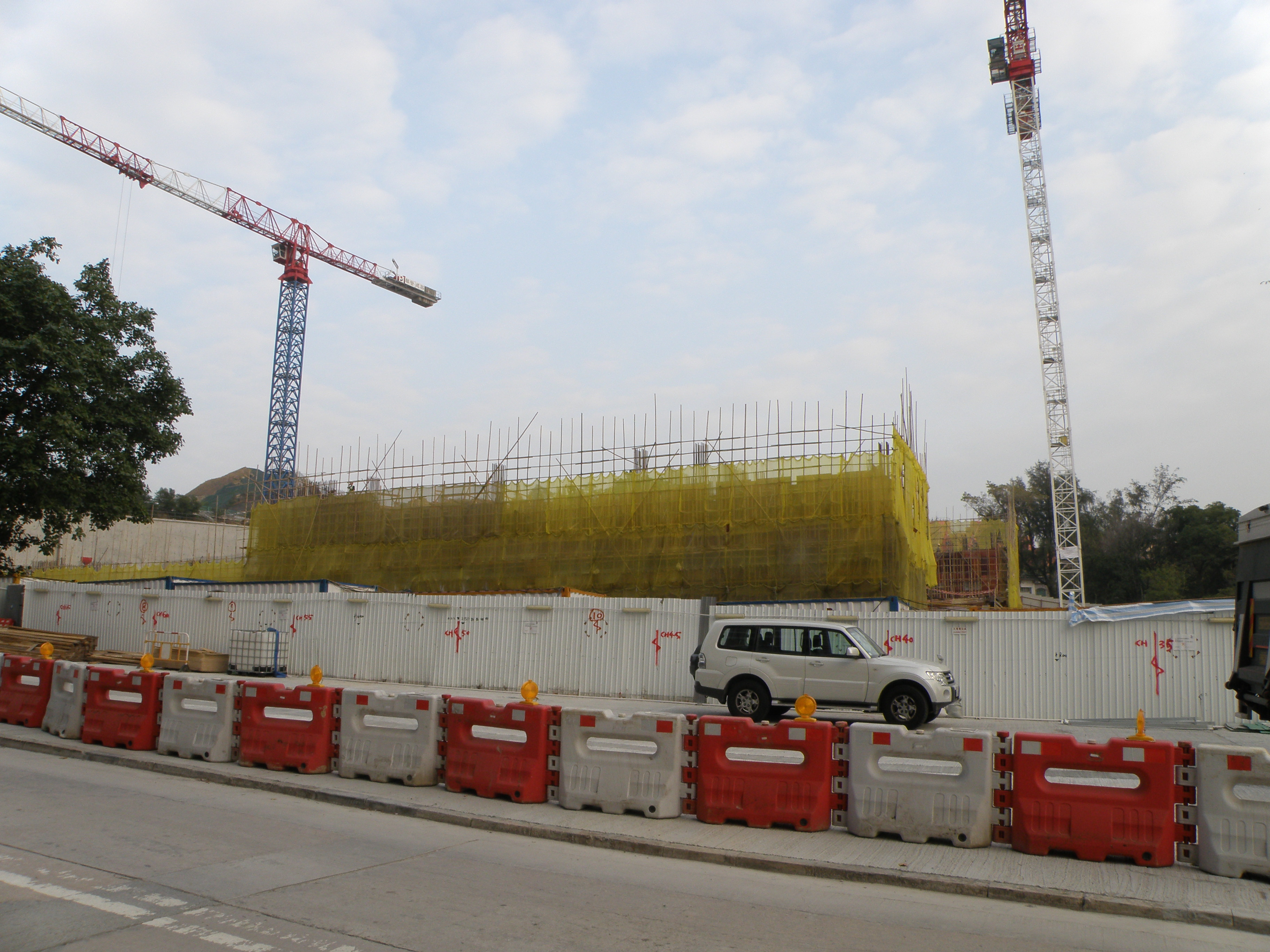
新校舍工地（2015年2月）
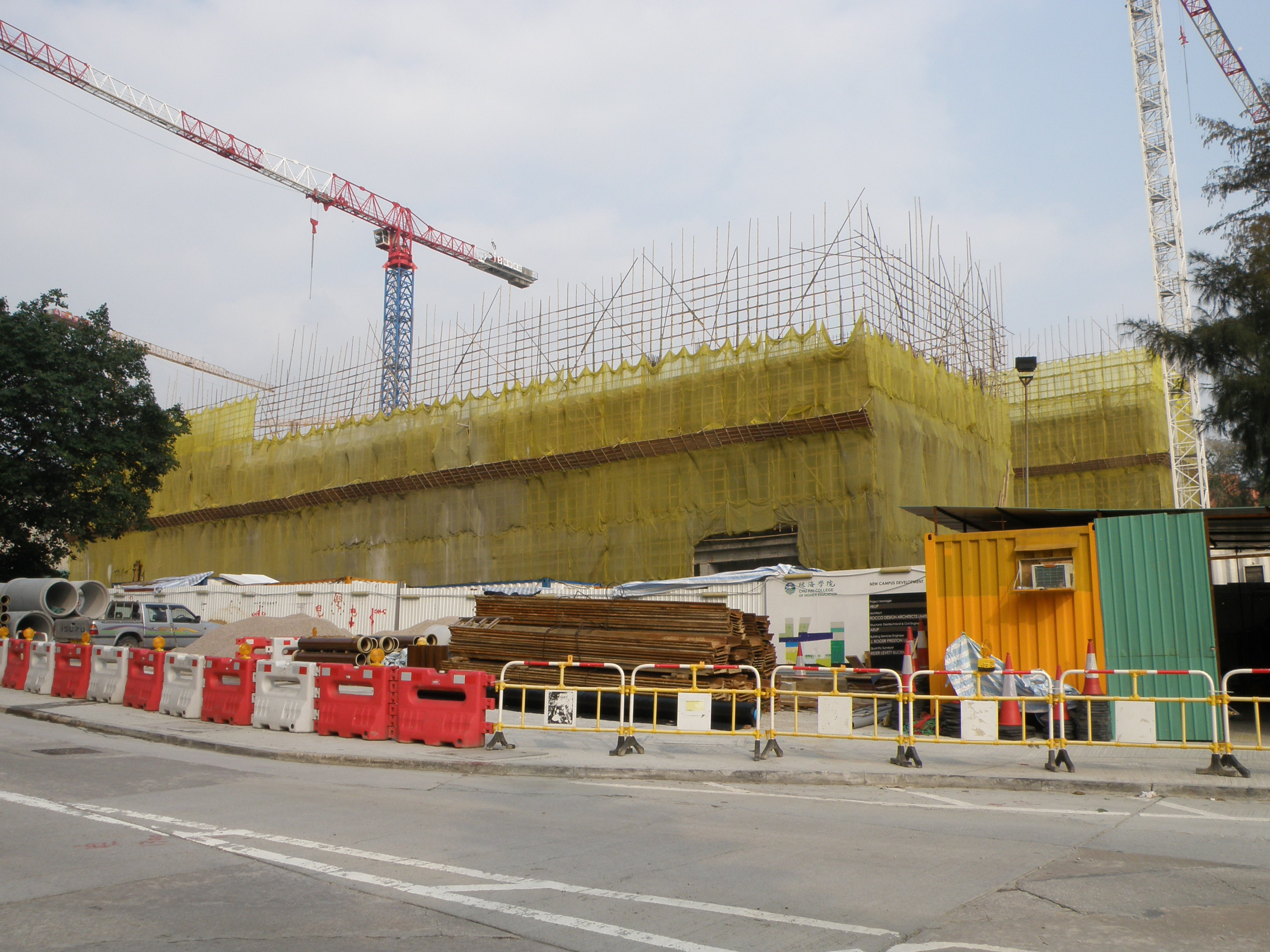
新校舍工地（2015年4月）
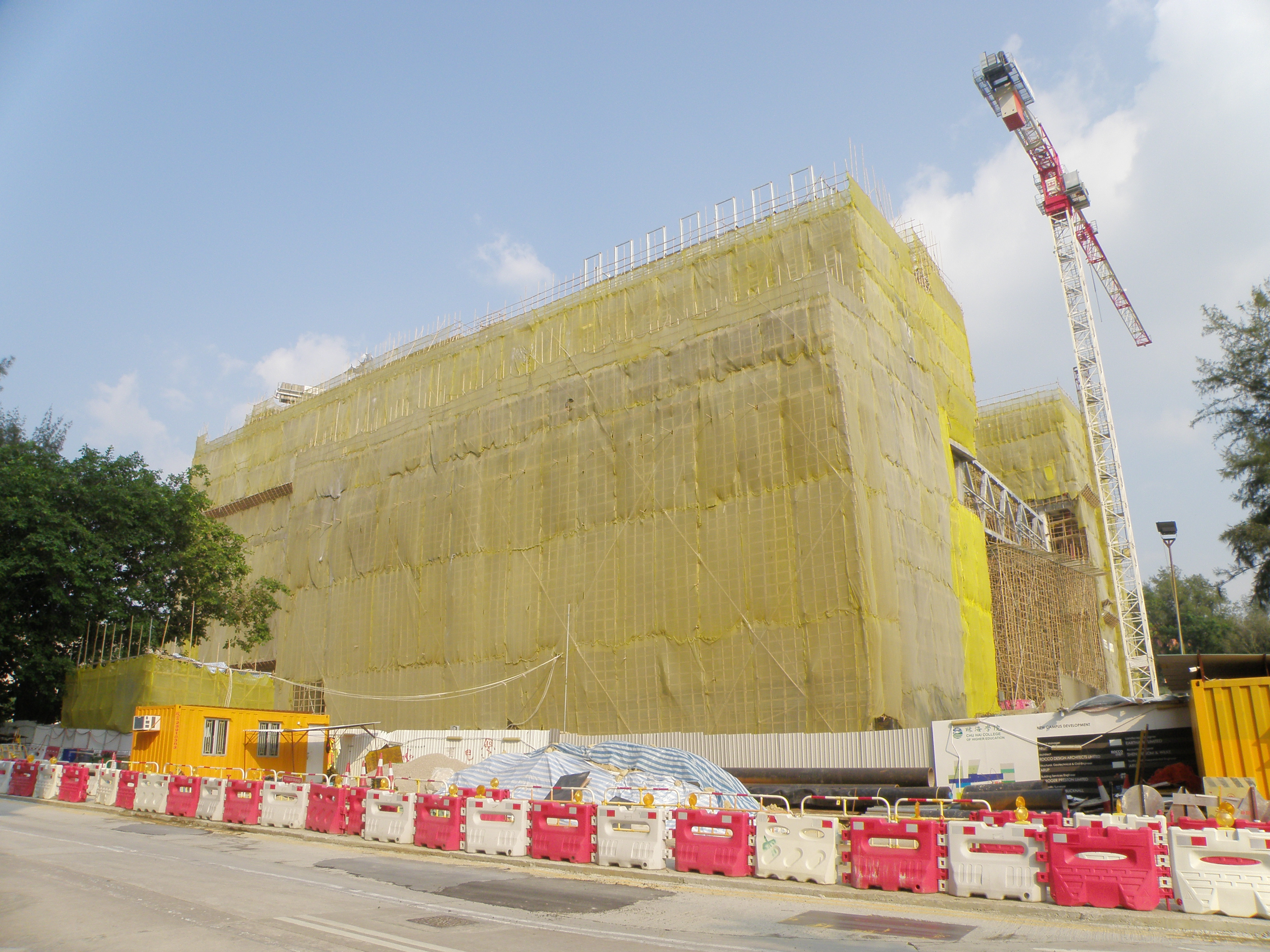
新校舍工地（2015年9月）
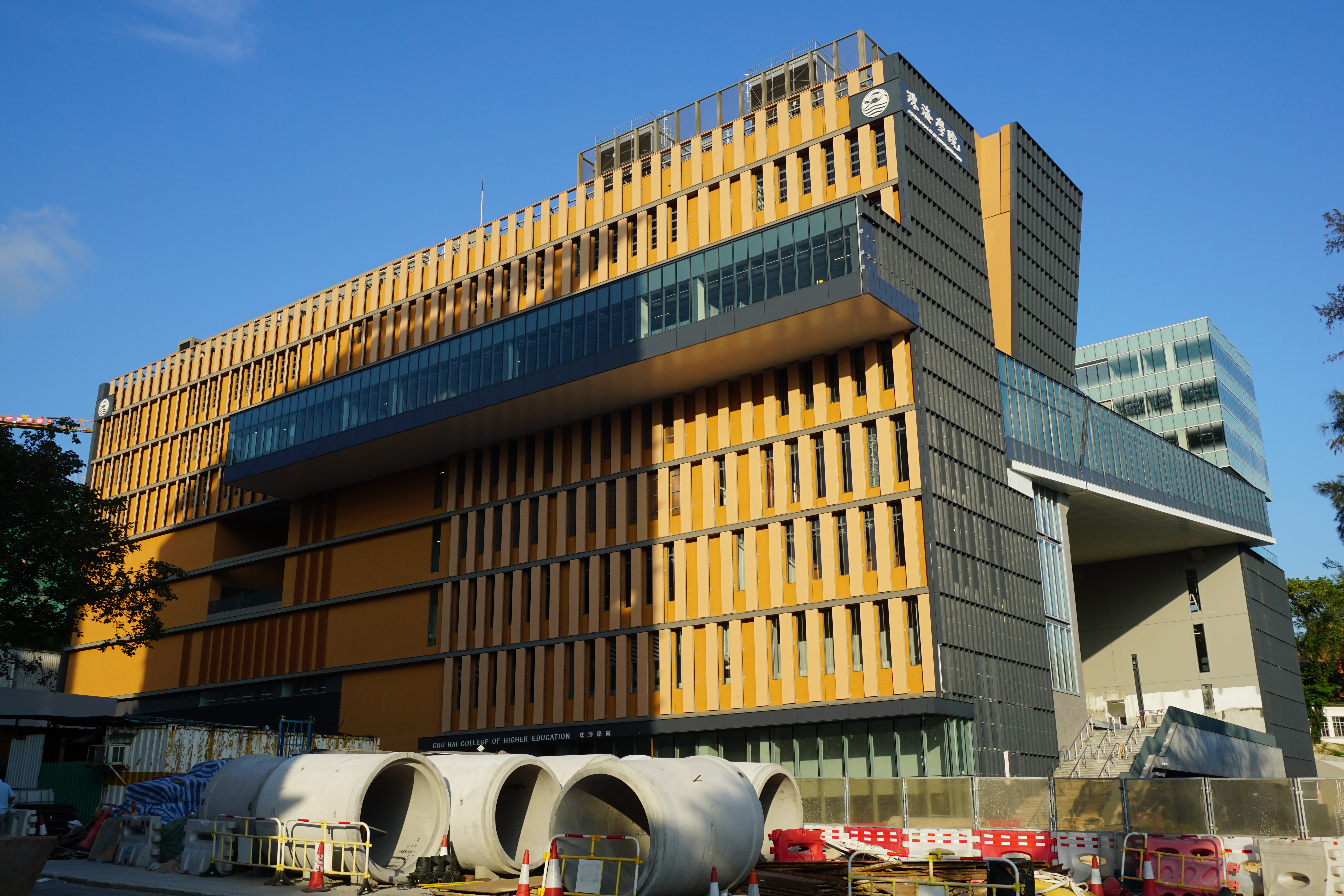
新校舍工地（2016年5月）

## 文化傳统

### 電腦專業文憑課程
珠海學院的電腦專業文憑課程在未得到香港政府認可以前，稱為電腦文憑課程。

### 新聞系課程
由於香港在1950年代的社會意識普遍認同中華民國政府，加上珠海學院是香港第一間創立新聞系，所以珠海學院出身的記者亦比較受歡迎。本港很多電視台新聞記者及主播也是該校的畢業生。珠海學院新傳系對政治的取態近年出現明顯轉向，當各大專院校的學生報及社會上的各大新聞媒體在2019年年底都報導反修例運動之時，珠海學院新傳系學生報《珠海新聞》在2019年12月的十版內容均沒有觸及反修例運動的議題，反而以電競作頭版新聞。新傳系學生向傳媒反映該校的學系不准學生以反送中的相關事件作為新聞題材，又稱老師指反修例運動議題與校方立場有衝突。該校新傳系回應傳媒查詢時否認不許學生以反送中事件作為校報的新聞材料，但同時稱「較難做一些有時事性的新聞」，學系認為這類題材在課程設計有制肘及出版需時。

### 學生刊物
學生刊物包括：
- 學生會編輯委員會刊物《海聲》（Chuhai Magazine）
- 新聞及傳播學系實習刊物《珠海新聞》[56]
- 新聞及傳播學系實習網媒《珠時網》（CHC Online）[57]

## 學生組織

### 香港珠海學院學生會
成立於1968年。學生會分為幹事會、評議會、編輯委員會及仲裁委員會共四大架構，每年由各會員投票組成。評議會為全民投票閉會期間，本會最高立法及監察幹事會執行會務之權力機構；幹事會為本會執行會務之機構；編輯委員會負責監察編委會刊物出版事宜之行政機構，直接向全體會員負責；仲裁委員會則為本會最高裁決機關。由四十六屆學生會起，幹事會產生方法正式變為內閣競選全民投票制；由四十九屆學生會起，編輯委員會產生方法正式變為內閣競選全民投票制。學生會每年舉辦不同種類的活動給各同學，如歌唱比賽、球類比賽、外地學術交流、書展、棋類比賽及捐血活動等，滿足同學們的需求。

### 珠海學院學生關注社會組
珠海學院學生關注社會組 ，是一個由學生自發成立的社會關注組織，旨在加強學校同學對社會的責任感。透過舉辦不同活動，培養同學獨立批判思維，提升公民意識，並以行動積極回應社會議題。

## 爭議

### 校方因討論區言論脅迫學生
2003年，學生冒認教職員身份在網上討論區發言、院方被指打壓學生言論。數名新聞及傳播系學生在網上討論區「珠海2號系會室」討論學系實習機會分配公平性問題，過程中出現言行不當、冒認教職員（包括校長、講師陳望祖及其他講師）身份發言、針對部份教職員（包括時任系主任曹虹）涉及身材、私生活等言論。
由於無法確認留言者身份，校方調查出現困難，因此「放風」要求學生自首換取「可能從輕發落」，否則威脅將所有責任轉嫁至負責討論區的學生，最終四名學生自首，惟院方似乎食言沒有「從輕發落」，並處罰他們停學半年或一年、被開除學籍，甚至威脅採取法律行動。有自首學生聲稱受到威嚇，因為「敗壞」院校名聲而無法在新聞界立足，院校被批評懲罰過重，有打壓學生言論及違背教育精神。

### 年宵貨品版權問題
2014年，學生在年宵攤檔銷售懷疑侵權物品。有學生在旺角花墟開辦年宵攤檔「馬8良品」，銷售另類漫畫圖樣布袋，並在其Facebook專頁聲稱有關圖樣由院校學生「親自」及「自家」設計，然而原圖創作者「另類漫畫」發現，有關作品實為其所創作的「劉江圖」。學生拒絕承認抄襲，指圖樣是「網上的集體二次創作出來的產物」，原圖創作者拒絕接納，事件最終驚動校方，並要求學生主動與創作者聯絡，解釋相關事宜。

### 新傳系質素爭議
新聞及傳播系屬於珠海學院最重要及最知名的學系，但該學系近年被批評課程質素下降及落後，與行業需求脫節，2015年學生因此擬罷交學費。院校新聞及傳播系的多項政策及實際運作，包括教學、配套及行政等方面，長期被學生未能與時並進，積存不少問題及怒氣，引發該系學生於2015年5月成立「珠海學院新傳政策關注組」，提出學系多項問題及改善建議。「關注組」提出的問題包括：
（1）高達六成選修科與新聞科目無關，使學系有名無實，即所謂「新聞系淪為社會政治學」；
（2）學系大部分教師並非新聞專業出身，例如由修讀社會科學並没有採訪經驗的導師任教授採訪課程，引起學生對教學質素的關注；
（3）本地實習機制缺乏透明度，學生缺乏到媒體機構實習機會；
（4）教學設施落後，錄影室規模比小學課室更細小，無法進行高清製作；
（5）學系實習刊物《珠海新聞》被指「娛樂化」。
學生提出的問題中，以「實務操作課程嚴重不足」最受關注，關注組指「實務科目嚴重不足」使近年學系畢業生未能與其他院校競爭，對就業前景造成不利；據修讀「電子組」的關注組召集人梁樂祈指，4年課程只有少於5篇新聞稿功課。對於上述問題，「關注組」爭取增加實務科目比例，亦爭取增加本地實習機制透明度及完善校內製作室設備等。「關注組」聲明如果校方不改善，將發動罷交學費行動，並獲逾150名學生聯署支持，人數為學系學生500人之30%。對於罷交學費行動，時任學生事務長古頴慈回應指，學生在沒有合理理由下遲交學費超過兩星期，會被視作退學處理。
「關注組」在聲明中指出有人在報章撰文認同學生關注的問題，並列出案例指由高級講師梁德民任教的「電台節目及製作」，要求三班一共90名學生以「家暴」為題完成訪問及習作，但不准學生找相同人士接受訪問，否則扣分，結果有社工組織一日內接獲10多個電話訪問邀請，最終導致相關機構向學系投訴，校方卻將引發投訴的責任轉嫁學生承擔；撰文者認為學系的做法相當荒謬，激起學生反感亦合情合理。
事件引起多個媒體關注後，院方邀請學生出席會面，討論校政，又指校長張忠柟、學務長古穎慈及新傳系相關人員也會出席。隨後「關注組」就改革學系課程舉行校內公投，投票率高達八成三，當中逾八成學系學生同意「現有課程未能達到其開辦目的」，另外九成七學生指「學系應增加更多新聞媒體實務相關課程」。「關注組」形容公投意義重大，反映改革迫切性，然而時任學系系主任皇甫河旺拒絕對公投作出任何回應，並認為沒有一間大學能成功從發動公投表達訴求。
經過數年人士變動後，珠海學院新傳系改革課程於2020-2021學年推出，聲稱會以更「貼地」教授新聞及資訊課程，並邀請多位著名校友，如張文采、伍家謙、陳約臨、李家聰等人，教授新聞主播、主持、體育新聞、應用新聞學等課程，但是在2020/21學年，新聞及傳播學系錄得破紀錄的「零收生」，沒有任何學生入讀。

## 升格大學的進度
珠海學院校監李焯芬於2016年5月宣布學院已向政府提交申請升格，預計兩年內取得私立大學名銜。
然而，由於中學畢業生人數持續下跌、先前與中華民國（臺灣）有聯繫，而學生寧願直接赴台升學等原因而導致招生非常不易，學院近年收生人數出現急降。有學生關注學院收生人數能否於評審期間維持升格所需一千五百名的最低要求。結果在2016/17學年，學院的註冊全日制學生人數僅有973人，其後收生人數每況愈下，到2021/22年度的只有66人入讀，若扣除銜接學位的35人，一年級學位的收生人數僅得31人。
校長陳致於2023年2月在新春媒體春茗致辭時表示，學院已更名為「香港珠海學院」，目標2026年向政府申請升格為私立大學，目前學院已滿足大部份要求，唯「連續兩個學年學生人數達到1500 人」尚未達標，日後將努力突破收生瓶頸。
香港珠海學院於2023年9月26日舉行再出發啟動典禮及新校徽揭幕儀式，學校總人數超過1,500人，重申爭取最快2026年申請升格私立大學。
| 根據《專上學院條例》（香港法例第320章）註冊的認可專上學院獲取大學名銜的修訂路線圖                                                                          | 根據《專上學院條例》（香港法例第320章）註冊的認可專上學院獲取大學名銜的修訂路線圖 |
| 路線 | 達標情況                                                                          |
| --- | --------------------------------------------------------------------------------- |
| 至少在三個範疇獲得學科範圍評審資格，而有關資格可以是相關學科範圍下的子範圍，但必須分屬不同的學科範圍                                                       |                                                                                   |
| 展示若干程度的研究能力，成功獲得公帑資助計劃下與研究有關的資助                                                                                             |                                                                                   |
| 在緊接申請大學名銜前連續兩個學年，其修讀學位課程的學生人數（相等於全日制學生人數）最少達1,500人                                                            |                                                                                   |
| 獲取香港學術及職業資歷評審局院校評審資格，以證明有關院校在管治及管理、財政可持續性、學術環境、質素保證及研究能力方面，基本上已有能力達到一所大學應有的水準 |                                                                                   |

## 外部連結
- 官方网站